# Campeiro
Le Campeiro (portugais : Campeiro) est une race de chevaux originaire du Brésil. Ce cheval descend vraisemblablement d'animaux amenés par les expéditions espagnoles durant les premières colonisations. La race est formée au XXe siècle. Les Campeiro sont employés à la traction, et montés pour le travail du bétail.

## Histoire
Il est également nommé Marchador das Araucárias. La souche d'origine est celle du cheval ibérique d'origine espagnole et portugaise. La présence de chevaux vivant libres ou élevés par les Jésuites espagnols à Santa Catarina est attestée dès 1546.
Au XXe siècle, la race est influencée par l'Arabe et le Pur-sang, importés notamment de France, sous l'impulsion d'un Belge, le Dr Vincent, qui sélectionne des chevaux parmi les hardes sauvages à partir de 1912.
En 1976, une association est créée pour assurer la préservation et l'augmentation des individus.

## Description
D'après CAB International, il toise de 1,40 m à 1,54 m. Le guide Delachaux détaille une fourchette de 1,40 m à 1,52 m pour les femelles, et de 1,42 m à 1,54 m pour les mâles.
La tête est de profil rectiligne ou légèrement convexe. L'encolure est légère, la croupe large et quelque peu inclinée. Les membres sont fins et solides.
La robe peut être baie, noire, alezane ou isabelle, avec quelques gris. Certains sujets font le trot, d'autres l'amble. Le caractère est réputé docile et intelligent.

## Utilisations
La base de données DAD-IS indique une utilisation principale à la traction. La race est montée, utilisée pour le transport, et pour le travail de ranch.

## Diffusion de l'élevage
C'est une race rare, mais DAD-IS ne fournit aucun relevé d'effectifs. Le cheval Campeiro est présent dans la région du plateau de Santa Catarina et du Rio Grande do Sul,.
L'étude menée par l'Université d'Uppsala, publiée en août 2010 pour la FAO, signale le Campeiro comme race de chevaux locale sud-américaine dont le niveau de menace est inconnu.